# Elecciones estatales de Hesse de 1982
Las elecciones al décimo Parlamento de Hesse se celebraron el 26 de septiembre de 1982. Aunque los encuestadores habían pronosticado una victoria de la Unión, ni la CDU ni el SPD fueron capaces de lograr una mayoría. Este fue el reflejo de la ruptura de la coalición social-liberal en el gobierno federal dos semanas antes de las elecciones. Debido a la primera entrada de los Verdes en el Parlamento,  un gobierno minoritario del SPD se formó, y después de un año se convocaron a nuevas elecciones al parlamento.

## Campaña
La campaña electoral estuvo influenciada por los acontecimientos en la política federal: el colapso de la coalición social-liberal en el gobierno federal, la renuncia del Ministro Federal liberal el 17 de septiembre de 1982 a menos de dos semanas de las elecciones, y la posterior elección de Helmut Kohl como canciller fueron los temas dominantes.

## Candidatos

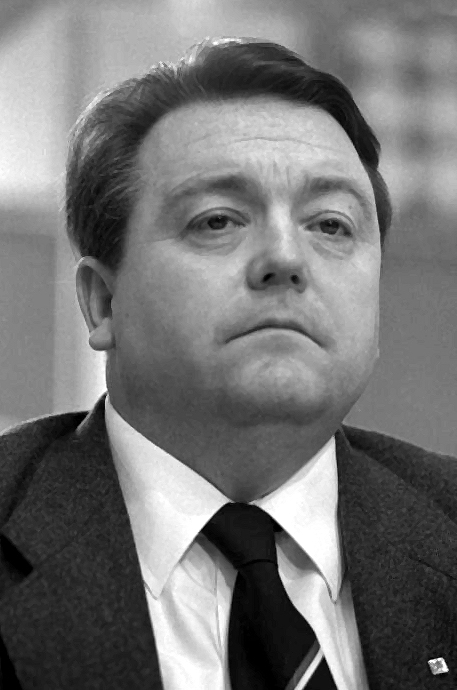
El primer ministro Holger Börner (foto de 1978)

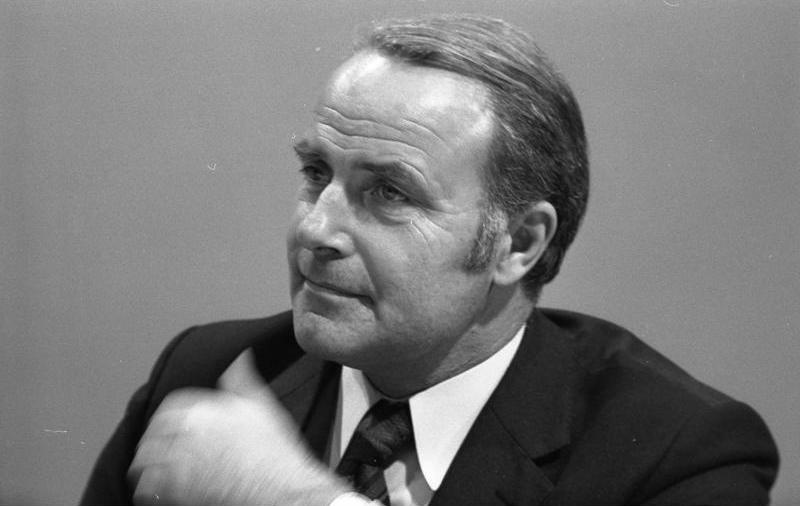
El líder opositor Alfred Dregger

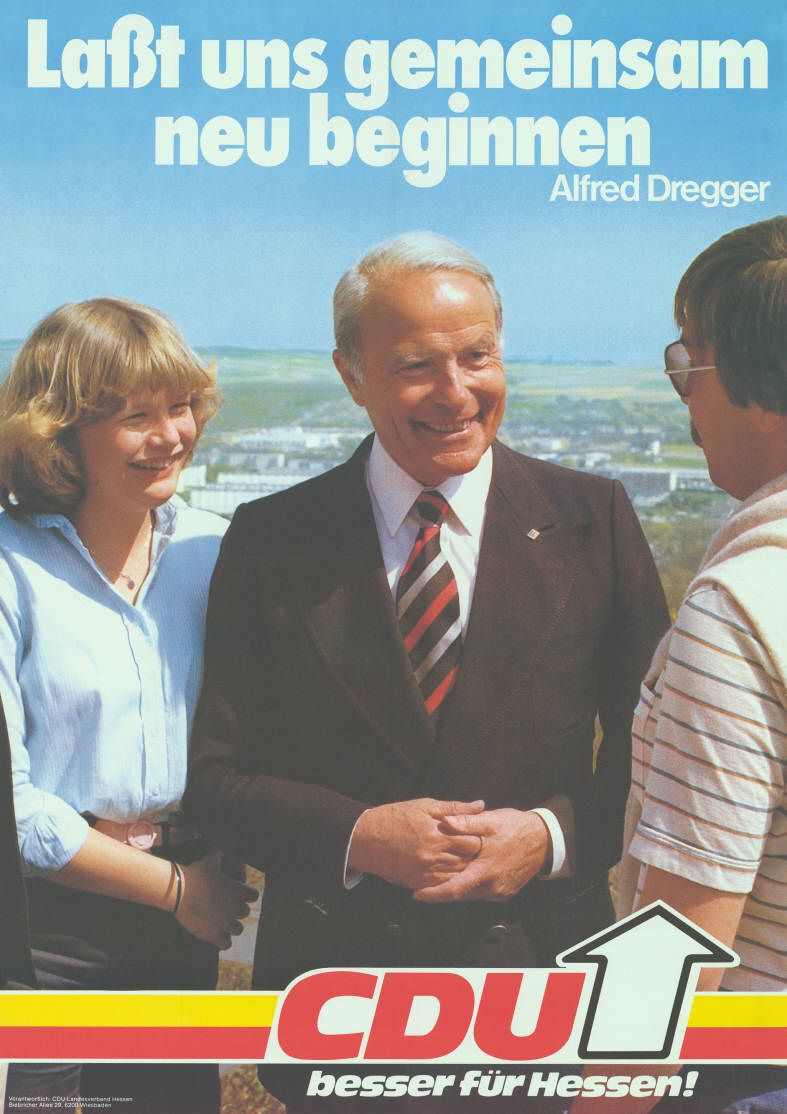
Cartel electoral de la CDU

El SPD postuló con el primer ministro Holger Börner como principal candidato. El candidato rival fue el líder de la CDU  Alfred Dregger. Ekkehard Gries fue candidato del FDP. Los Verdes presentaron a dos candidatos: Dirk Treber y Gertrud Schilling.

## Resultados
Los resultados fueron:
| Partido        | Partido        | Votos     | %     | Candidatos | Mandatos directos | Escaños |
| -------------- | -------------- | --------- | ----- | ---------- | ----------------- | ------- |
| Hab. inscritos | Hab. inscritos | 4.050.661 |       |            |                   |         |
| Votantes       | Votantes       | 3.498.407 | 86,37 |            |                   |         |
| Votos válidos  | Votos válidos  | 3.465.493 | 99,06 |            |                   |         |
|                |                |           |       |            |                   |         |
|                | CDU            | 1.580.989 | 45,62 | 55         | 33                | 52      |
|                | SPD            | 1.483.930 | 42,82 | 55         | 22                | 49      |
|                | GRÜNE          | 278.450   | 8,03  | 55         |                   | 9       |
|                | FDP            | 106.901   | 3,08  | 55         |                   |         |
|                | DKP            | 12.625    | 0,36  | 55         |                   |         |
|                | EAP            | 2.377     | 0,07  | 28         |                   |         |
|                | Independientes | 221       | 0,01  | 1          |                   |         |
| Total          | Total          | 3.465.493 | 100   | 304        | 55                | 110     |

El FDP, tras la crisis en el ámbito federal, no pudo entrar en el parlamento con el 3,1%. La CDU, el partido más votado, obtuvo 52 escaños, 4 menos que la mayoría absoluta. Si bien el SPD y los Verdes en su conjunto sumaban más del 50% de los votos emitidos y la mayoría absoluta de escaños, la idea de una coalición fue rechazada por ambos partidos. Por lo tanto, ninguno de los tres partidos contaba con una mayoría suficiente en el Parlamento de Hesse. El primer ministro en funciones, Holger Börner, ordenó la auto-disolución del Parlamento y elecciones anticipadas para septiembre de 1983.

## Post-elección
Tras haber postulado por cuarta vez, y a pesar del progreso de la CDU, Alfred Dregger, anunció que no postularía nuevamente al cargo de ministro-presidente, además de renunciar a la presidencia estatal de su partido. Su sucesor, Walter Wallmann, ofreció a los socialdemócratas formar una coalición, pero Börner rechazó la idea. Este continuó en el cargo de ministro-presidente, pero sin una mayoría en el Landtag. Börner resolvió que la única manera de remediar la situación era disolver el Landtag de Hesse y convocar a nuevas elecciones, las cuales fueron realizadas en 1983.